# Can Cabot Vell
Can Cabot Vell és una masia de Mataró (Maresme) protegida com a bé cultural d'interès local.

## Descripció
Masia de tres cossos de planta baixa i pis i golfes.
La façana forma tres cossos d'edifici, amb teulades a dues vessants, entre les quals queden els aiguafons.
La planta té forma rectangular, dividida per tres cossos independents comunicats entre si i amb l'escala. Al pis, per separar les cambres utilitza passadissos paral·lels al cos de la casa. La golfa té comunicació per l'entrada i la sala del pis.